# Santa Anita, Celaya
Santa Anita är en ort i Mexiko.   Den ligger i kommunen Celaya och delstaten Guanajuato, i den centrala delen av landet, 210 km nordväst om huvudstaden Mexico City. Santa Anita ligger 1 755 meter över havet och antalet invånare är 1 374.
Terrängen runt Santa Anita är platt åt nordost, men åt sydväst är den kuperad. Runt Santa Anita är det tätbefolkat, med 849 invånare per kvadratkilometer. Närmaste större samhälle är Celaya, 5,9 km norr om Santa Anita. Trakten runt Santa Anita består till största delen av jordbruksmark.